# Esteles de Hedeby

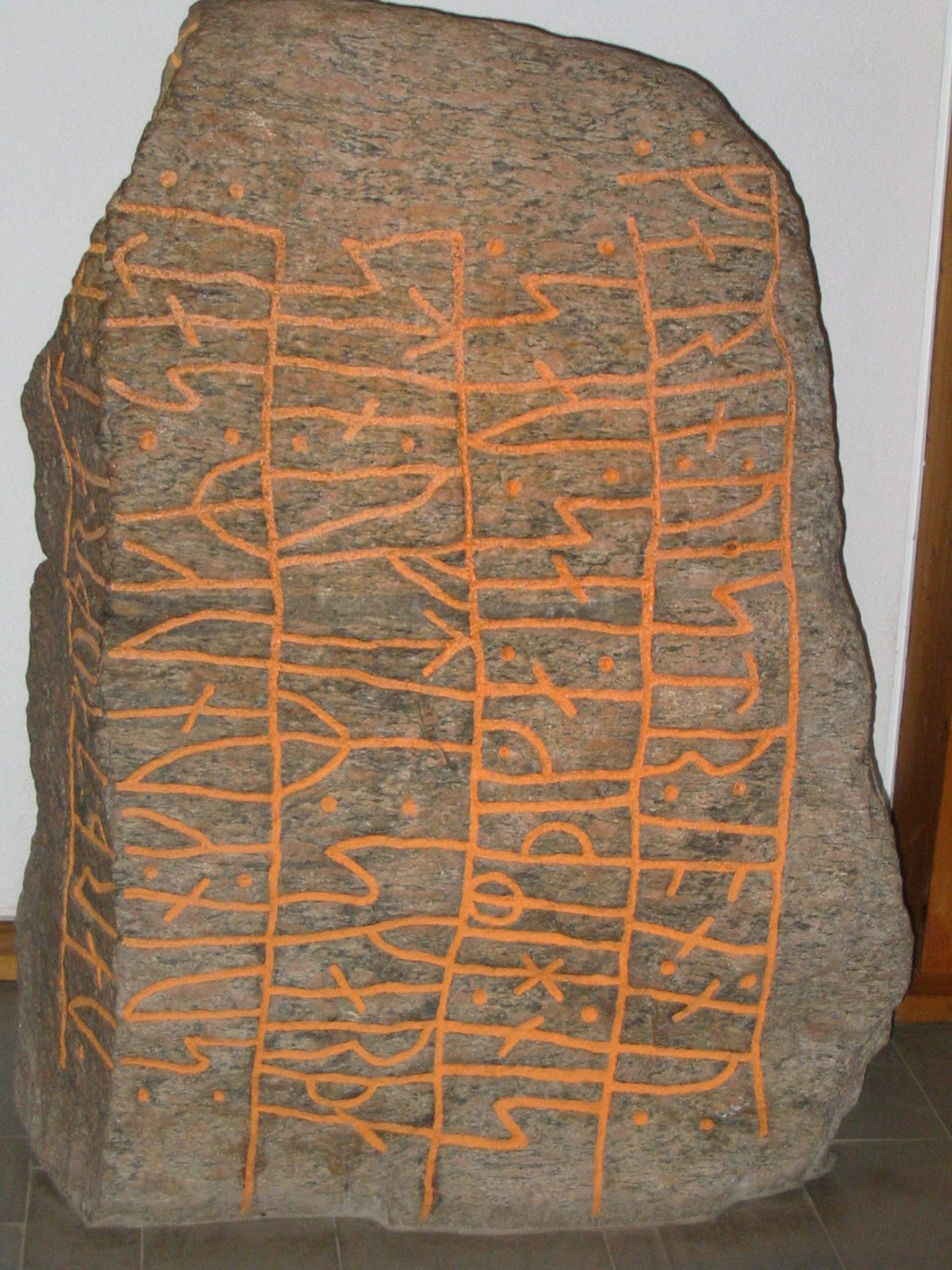
La Pedra d'Skarthi DR. 3.

Les esteles de Hedeby són quatre pedres rúniques del segle x trobades al jaciment de l'antiga la ciutat de Hedeby, al nord d'Alemanya. Aquesta regió formava part de Dinamarca durant l'Era vikinga.

## Pedra d'Eric
La Pedra d'Eric (catalogada com Hedeby 1 o DR. 1 segons el sistema Rundata) va ser trobada el 1796 al Danevirke i traslladada a un parc de Slesvig. Igual que la Pedra d'Skarthi, es creu que va ser alçada el 995, l'any que Hedeby va ser atacat per Eric VI de Suècia, qui s'aprofità del fet que Sven Tveskægyn feia campanya a Anglaterra.

## Esteles d'Sigtrygg
L'estela gran d'Sigtrygg (Hedeby 2 o DR. 2) va ser trobada el 1797 a Hedeby, i l'estela petita (Hedeby 4 o DR. 4) va ser trobada el 1887. Es considera que totes dues forn alçades al voltant de l'any 938.

## Pedra d'Skarthi

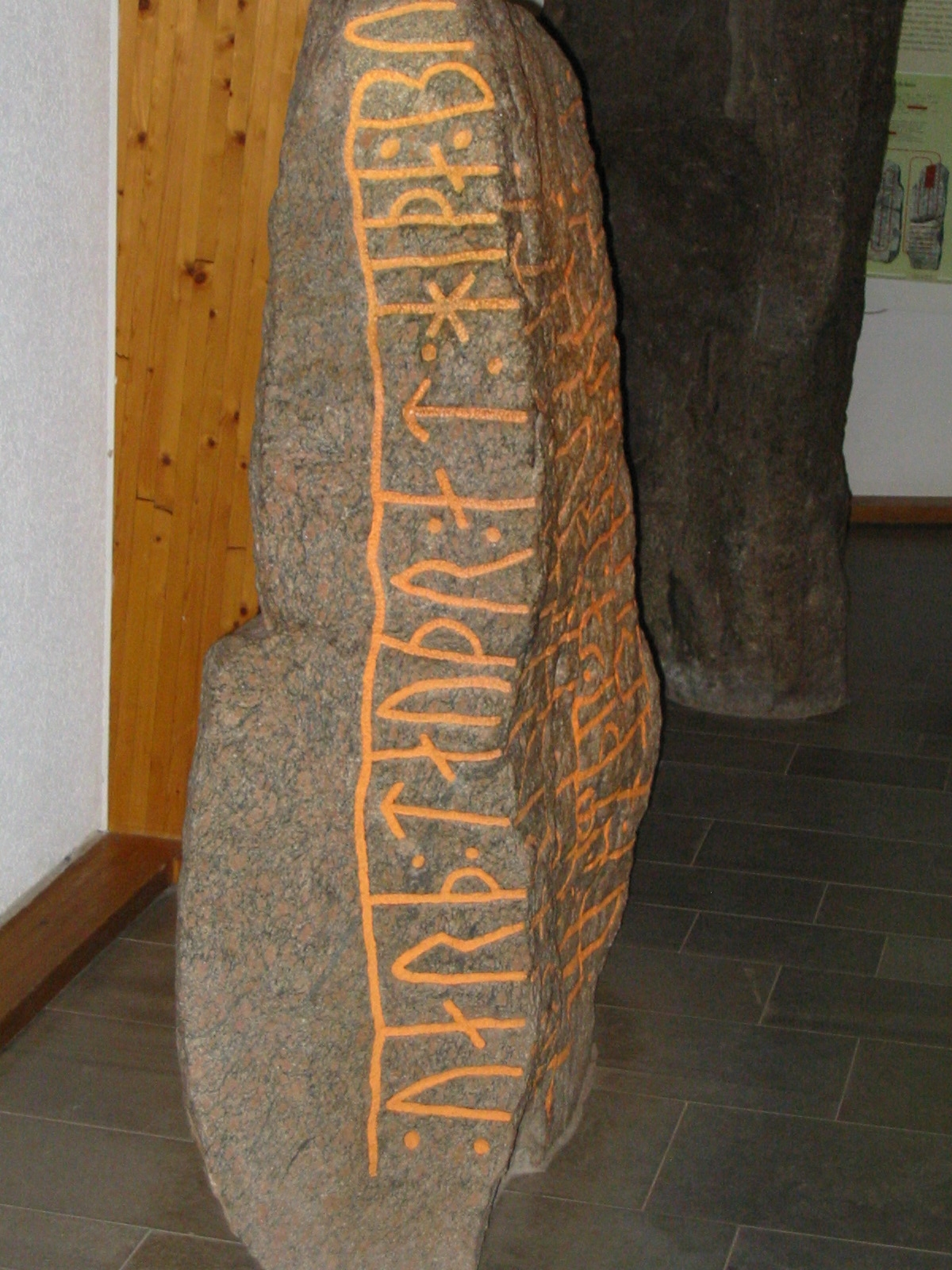
Vista lateral de la Pedra d'Skarthi.

La Pedra d'Skarthi (danès: Skardesten), també coneguda com a Hedeby 3 o DR. 3, va ser trobada el 1857 al Danevirke. Va ser alçada aproximadament el 982. Aquesta pedra rúnica de granit s'exhibeix al Museu viking de Hedeby.
La referència a la inscripció a un tal Rei Sveinn es refereix probablement a Sven Tveskæg (Sveinn Tjúguskegg en nòrdic antic), i "l'oest" a una campanya a Anglaterra. El rei va encarregar la pedra en honor de Skarði, amb el títol de heimþega o heimþegi (pl. heimþegar), que vol dir "receptor de casa" (algú a quie se li dona una casa per part d'un altre). Un total de sis pedres rúniques a Dinamarca es refereixen a una persona amb aquest títol, les altres sent DR. 1, DR. 154, DR. 155, DR. 296, i DR. 297. L'ús del terme en el inscriptions suggereix una forta similitud entre heimþegar i el terme nòrdic húskarl (literalment, "home de casa"), o huscarl. Com els huscarls, els heimþegar són al servei d'un rei o senyor, de qui reben regals (cases, en aquest cas) pel seu servei. Alguns, com Johannes Brøndsted, han interpretat heimþegi com a res més que una variant danesa local de húskarl.

### Inscripcions rúniques

#### Transliteració a caràcters llatins
A : suin : kunukR : sati : ¶ stin : uftiR : skarþa ¶ sin : himþiga : ias : uas : ¶ : farin : uestr : ion : nu :
B : uarþ : tauþr : at : hiþa:bu

#### Transcripció a nòrdic antic
A  Sveinn konungr setti stein eptir Skarða, sinn heimþega, er var farinn vestr, en nú
B  varð dauðr at Heiðabý.

#### Traducció al català
A El rei Sveinn col·locà l'estela en memòria d'Skarði, el seu retenidor, qui va viatjar l'oest, però que aleshores
B morí a Hedeby.